# Torget
Torget est une île de Norvège appartenant administrativement à Brønnøy.
Elle est célèbre pour le Torghatten et est reliée au continent par un pont.

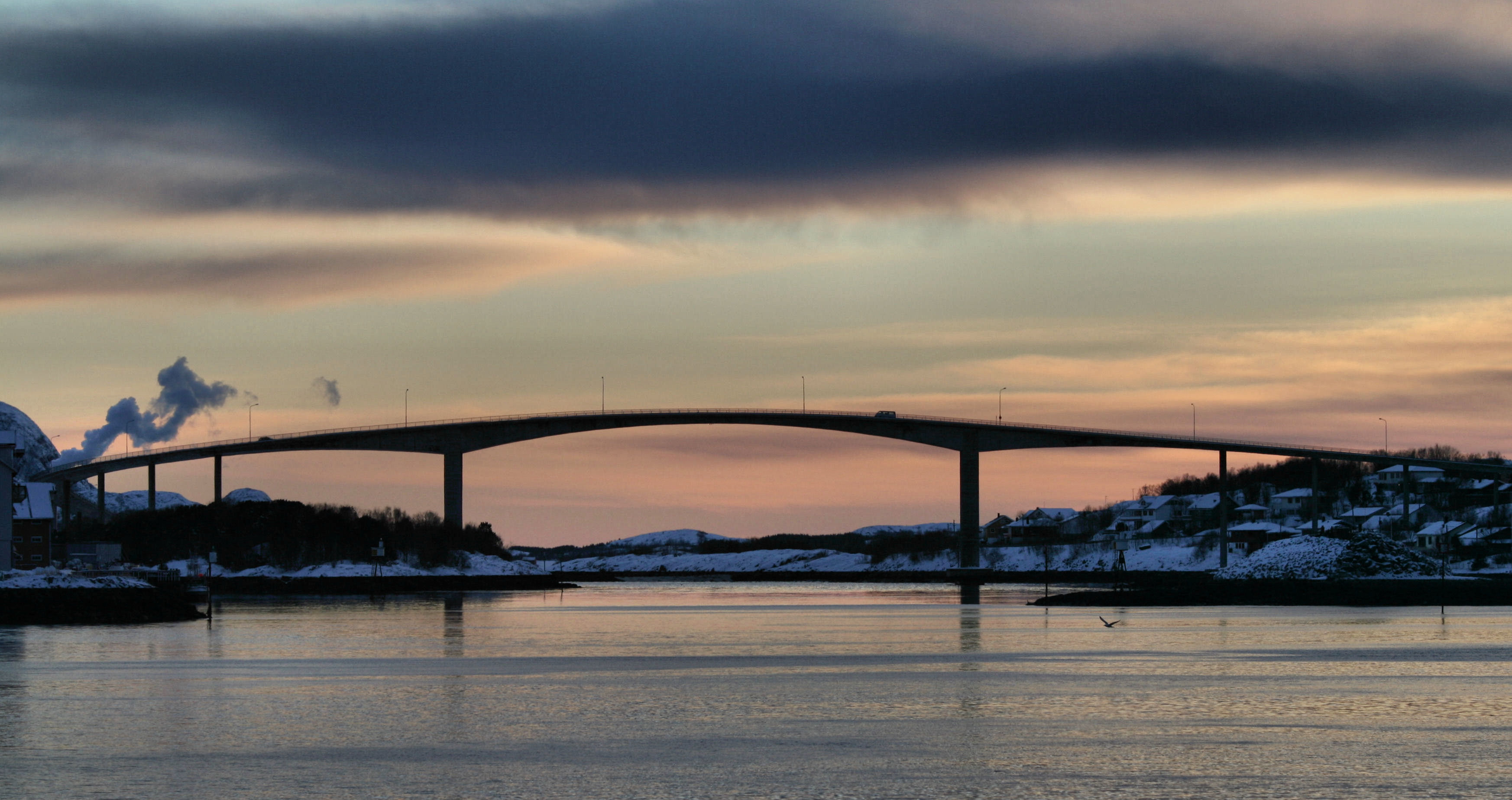
Le Brønnøysund reliant l'île au continent

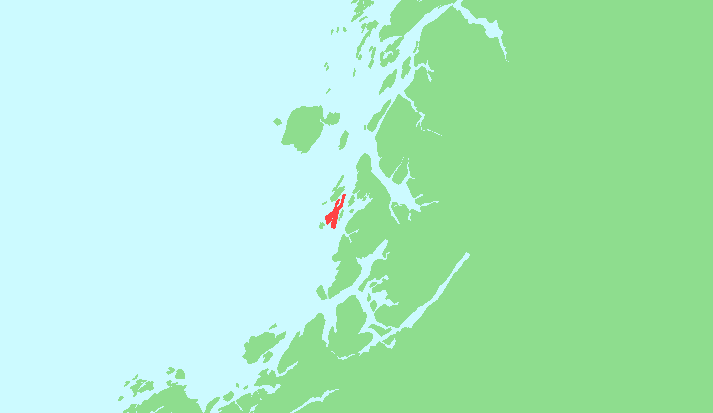
Localisation